# Audi A5 B10
L'Audi A5 B10 è un'autovettura di segmento D prodotta dalla casa automobilistica tedesca Audi a partire dalla fine del 2024 sia in versione Sportback che Avant.
Sostituisce sia la quinta generazione dell'Audi A4 sia la seconda generazione dell'Audi A5 Sportback.

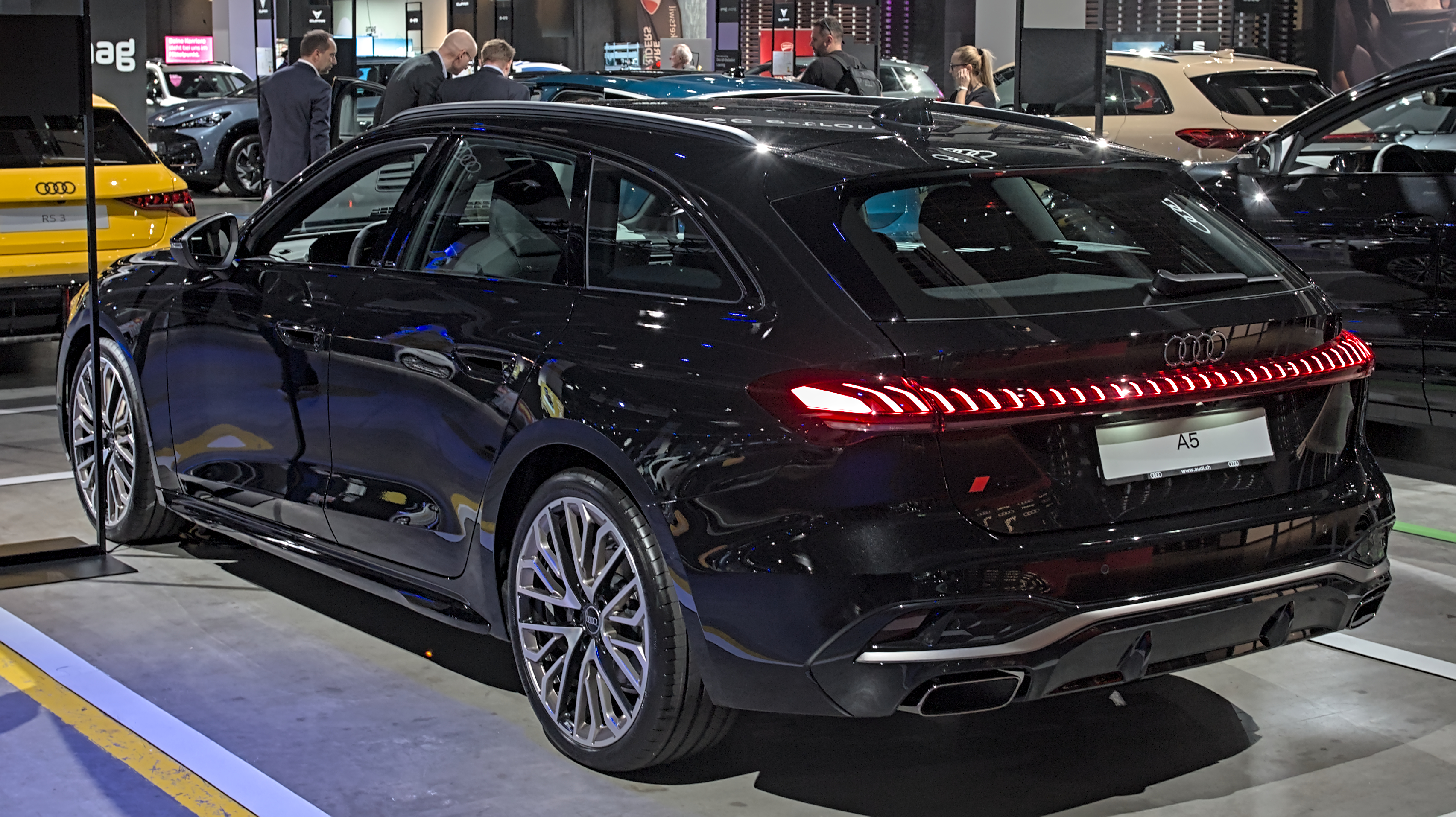
A5 Avant

## Il contesto
Presentata il 16 luglio 2024, rappresenta il primo modello denominato secondo i nuovi criteri Audi, per i quali le cifre pari della nomenclatura sono destinate ai veicoli elettrici mentre quelle dispari alle auto a combustione.

## Schema meccanico

### Telaio e piattaforma
L'A5 B10 è il primo modello basato sulla Premium Platform Combustion (PPC).

### Motorizzazioni
L'offerta è articolata su tre propulsori declinati in molteplici livelli di potenza, tutti abbinati al cambio a doppia frizione S-tronic a sette rapporti e contraddistinti dalla nuova tecnologia mild hybrid plus a 48V. È disponibile sia benzina che diesel.